# Felix Rösch
Felix Rösch (* 8. November 1985 in Düsseldorf) ist ein deutscher Komponist und Musiker elektronischer Musik.
Als freiberuflicher Komponist schreibt er seit 2006 Filmmusiken, Bühnenmusiken (unter anderem im Auftrag des Düsseldorfer Schauspielhauses, des Staatstheaters Hannover, der Volksbühne Berlin, des Deutschen Theaters (Berlin)) sowie Hörspielmusiken im Auftrag des WDR. Seine Musik wurde unter anderem durch das Deutsche Filmorchester Babelsberg, das Funkhausorchester des WDR, den Rundfunkchor des WDR, sowie das Sinfonieorchester des WDR aufgeführt und eingespielt.

## Werdegang
Felix Rösch erhielt seinen ersten Klavierunterricht im Alter von fünf Jahren. Er studierte klassisches Klavier an der Robert-Schumann-Hochschule Düsseldorf, Ton- und Bildtechnik an der Fachhochschule Düsseldorf mit dem Abschluss Dipl. Ing. im Jahr 2012, sowie Komposition für Film und Fernsehen an der Filmuniversität Babelsberg (Master of Music 2017).
Er lebt und arbeitet in Berlin.

## Werke

### Konzert (Auswahl)
- 2009: Iteration I (Klavier Solo)
- 2010: Etwas kitschiges aber trotzdem schönes Stück für Lea (großes Orchester)
- 2011: Variation für Streichquartett, Videoinstallation & Pitch-shifter (Streichquartett + Videoinstallation)
- 2012: Suite für Violoncello und Videoinstallation (Violoncello Solo + Videoinstallation)
- 2015: Iteration II (Klavier Solo)
- 2016: Delay (gemischter Chor)
- 2018: Madrigal (gemischter Chor)

### Veröffentlichungen
- 2018: Orchesterverfremdung (Album)
- 2019: Für Lea (Single)
- 2019: Becoming Ocean (Single)
- 2020: str:orchestra (EP)
- 2021: Piano (Album)

### Bühnenmusik (Auswahl)
- 2010: Die Nächste Unschuld (Theater Chemnitz), Regie: Kristo Šagor
- 2012: Die Rundköpfe und die Spitzköpfe (Theater Konstanz), Regie: Martin Nimz
- 2013: Clavigo (Junges Ensemble Stuttgart), Regie: Kristo Šagor
- 2014: 12 Spartenhaus (Volksbühne Berlin), Regie: Vegard Vinge, und Ida Müller
- 2014: Die Judenbuche (Theater Münster), Regie: Kristo Šagor
- 2014: Die wilden Schwäne (Theater Bonn), Regie: Kristo Šagor
- 2015: Penthesilea (Kleist) (Staatstheater Saarbrücken), Regie: Kristo Šagor
- 2015: Die sexuellen Neurosen unserer Eltern (Theater Magdeburg), Regie: Kristo Šagor
- 2015: Patricks Trick (Junges Ensemble Stuttgart), Regie: Kristo Šagor
- 2016: NATIVES (Düsseldorfer Schauspielhaus), Regie: Jan Friedrich
- 2017: Kabale und Liebe (Schauspiel Hannover), Regie: Jan Friedrich
- 2017: Die Schneekönigin (Schauspielhaus Düsseldorf), Regie: Kristo Šagor
- 2018: Frühlings Erwachen (Schauburg München), Regie: Jan Friedrich
- 2018: 4.48 Psychose (Theater Osnabrück), Regie: Jan Friedrich
- 2018: Jugend ohne Gott (Düsseldorfer Schauspielhaus), Regie: Kristo Šagor
- 2018: Bernarda Albas Haus (Theater Oberhausen), Regie: Jan Friedrich
- 2019: Die verlorene Ehre der Katharina Blum (Next Liberty), Regie: Kristo Šagor
- 2019: Hedda Gabler (Theater Dortmund), Regie: Jan Friedrich
- 2019: Die Verwandlung (Schauburg (München)), Regie: Jan Friedrich
- 2019: Glaube Liebe Hoffnung (Wilhelma-Theater), Regie: Kristo Šagor
- 2020: Liebe Jelena Sergejewna (Deutsches Theater (Berlin)), Regie: Jan Friedrich

### Hörspielmusik (Auswahl)
- 2013: Daemon (3 Teile), WDR
- 2013: Darknet (2 Teile), WDR
- 2014: Die Unendliche Geschichte (6 Teile), WDR[1]
- 2014: Das Ding im Nebel, WDR[2]
- 2015: Delay, WDR[3]
- 2016: Nachtexpress, WDR
- 2017: Der Kaugummigraf, WDR
- 2018: Seerauch (3 Teile), WDR[4]

### Filmmusik (Auswahl)
- 2009: Zu zweit allein, Regie n.n.
- 2009: The Faktory, Regie n.n.
- 2010: Reverse, Regie n.n.
- 2010: Galileos Monde, Regie: Joaquim Quimu Calasprim i Suarez
- 2010: Meer, Regie: n.n.
- 2011: Up and Down the Horizon, Regie: Sabrina Sarabi
- 2016: Oblivio, Regie: Miro Bernatek
- 2016: Geheime Melodie, Regie: Lars Ostmann
- 2019: PRÉLUDE, Regie: Sabrina Sarabi

## Auszeichnungen
- WDR Filmscore Award 2009 (SoundTrack Cologne)
- Stipendiat der Ewald Horbach Stiftung
- Förderpreis des Landes NRW für junge Künstler*Innen 2011 (Komposition)
- 1. Platz Score Competition der Berlinale 2011[5][6]
- Förderpreis für Künstlerische Forschung 2015 (IKF Potsdam)[7]
- Deutscher Hörbuchpreis 2016 in der Kategorie „Bestes Kinderhörbuch“ für Die Unendliche Geschichte[8]